# Joseph Achille Le Bel
Joseph Achille Le Bel (Merkwiller-Pechelbronn, 21 januari 1847 – Parijs, 6 augustus 1930) was een Frans scheikundige, die grote bijdragen heeft geleverd aan de stereochemie.
Le Bel studeerde aan de École Polytechnique in Parijs. In 1874 presenteerde hij zijn theorie over het verband tussen de moleculaire structuur van een verbinding en de optische activiteit ervan. Deze ontdekking leidde tot het ontstaan van de stereochemie, een deelgebied van de scheikunde dat zich bezighoudt met de studie van de ruimtelijke opbouw van moleculen. In datzelfde jaar kwam de Nederlandse fysisch-scheikundige Jacobus van 't Hoff onafhankelijk tot een gelijkaardige vaststelling. In 1893 ontvingen beide wetenschappers de Davy-medaille voor hun bijdragen.
In 1911 werd Le Bel lid van de Royal Society en in 1929 werd hij verkozen als lid van de Académie des Sciences, naar aanleiding van zijn studie over de optische activiteit van stikstofverbindingen.